# Giga (Initiative)
Die Giga-Initiative ist eine globale UN-Initiative, die gemeinsam von UNICEF und der Internationalen Fernmeldeunion (ITU) 2019 ins Leben gerufen wurde und darauf abzielt, bis zum Jahr 2030 jede Schule an das Internet anzuschließen und damit allen jungen Menschen weltweit den Zugang zu Informationen, Chancen und Optionen zu ermöglichen.

## Hintergrund
Nach wie vor sind 2,7 Milliarden Menschen offline; 96 % davon leben in Entwicklungsländern. Die Überwindung dieser digitalen Kluft erfordert globale Zusammenarbeit, Führungsstärke und Innovation im Finanz- und Technologiebereich. Die Initiative unterstützt damit die Reaktion auf die COVID-19-Pandemie.

## Konzept
In Zusammenarbeit mit 14 Unternehmen und gemeinnützigen Partnern kartiert Giga den Internetzugang von Schulen in Echtzeit, entwickelt Modelle für eine innovative Finanzierung und unterstützt Regierungen bei der Auftragsvergabe für Vernetzung. Giga ist Teil der „Partner2Connect Coalition“ der ITU, der UNICEF-Initiative „Reimagine Education“ und der „Common Agenda and Roadmap for Digital Cooperation“ des UN-Generalsekretärs. Giga kombiniert die Erfahrung von UNICEF in den Bereichen Bildung und Vermittlung, das Fachwissen der ITU in den Bereichen Regulierung und Politik sowie die Fähigkeit des Privatsektors, technische Innovationen schnell umzusetzen. Giga ist Teil des UNICEF-Büros für Innovation und des ITU-Büros für Telekommunikationsentwicklung.
Der Giga-Hauptsitz befindet sich in Genf in der Schweiz und ist damit in unmittelbarer Nähe zu relevanten UN-Organisationen. Das Technologiezentrum von Giga steht in Barcelona in Spanien, in der Nähe von Technologiepartnern und wichtigen technischen Veranstaltungen. Die Leitung von Giga liegt bei Doreen Bogdan-Martin, Cosmas Zavazava, Catherine M. Russell, Alex Wong und Christopher Fabian.

## Erfolge
In nur drei Jahren erhielten weltweit 2,1 Millionen Schülerinnen und Schüler Zugang zum Internet. Mehr als 5500 Schulen wurden an das Internet angeschlossen und über zwei Millionen Schulen in 138 Ländern kartiert.